# Diplocephalus
Genre
Synonymes
- Plaesiocraerus Simon, 1884
- Prosoponcus Simon, 1884
- Streptosphaenus Simon, 1926
- Chocorua Crosby & Bishop, 1933
- Hemistajus Schenkel, 1934

Diplocephalus est un genre d'araignées aranéomorphes de la famille des Linyphiidae.

## Distribution
Les espèces de ce genre se rencontrent en écozone holarctique.

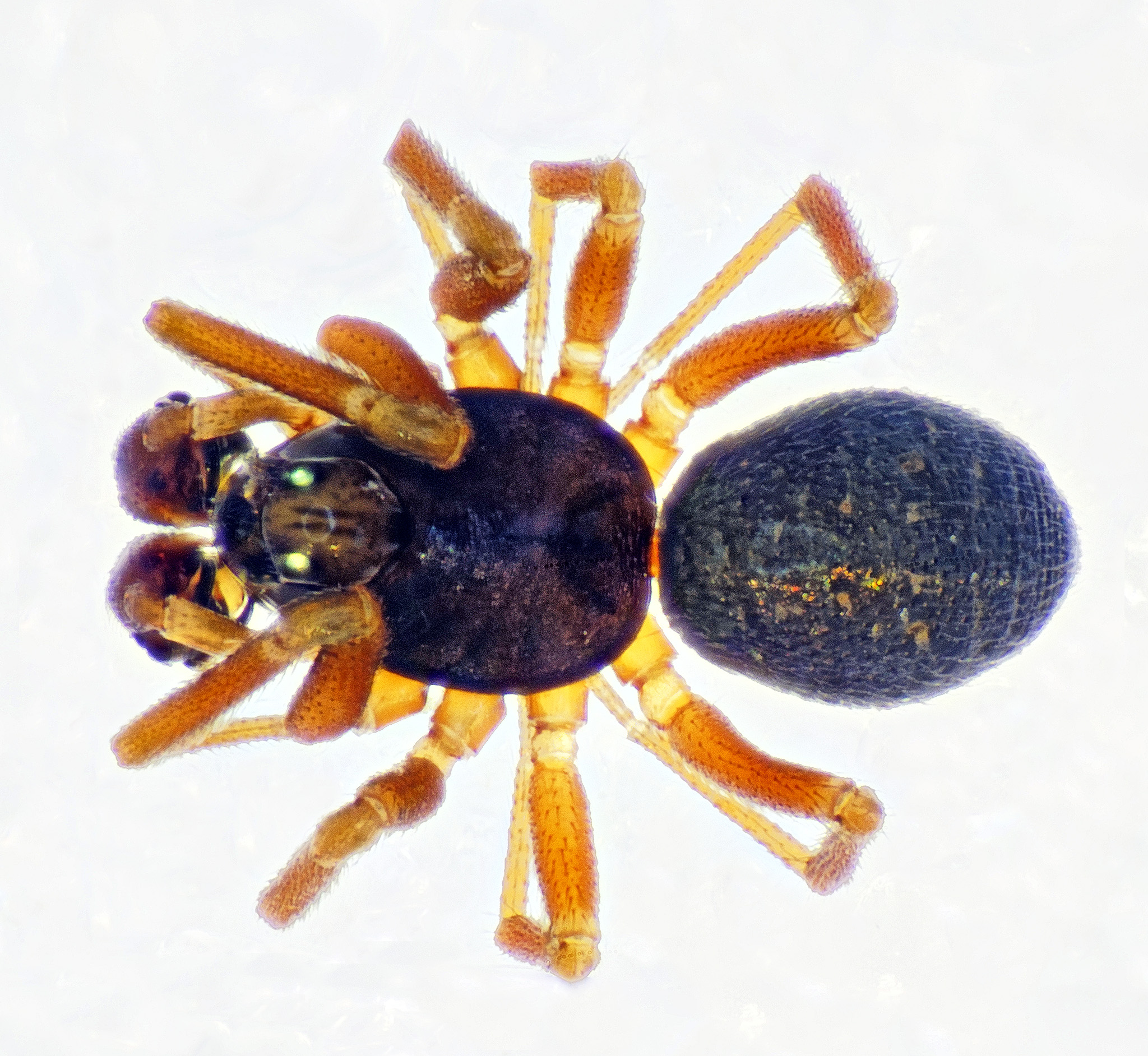
Diplocephalus latifrons

## Liste des espèces
Selon World Spider Catalog (version 26, 24/04/2025) :
- Diplocephalus algericus Bosmans, 1996
- Diplocephalus alpinus (O. Pickard-Cambridge, 1873)
- Diplocephalus altimontanus Deltshev, 1984
- Diplocephalus arnoi Isaia, 2005
- Diplocephalus barbiger (Roewer, 1955)
- Diplocephalus bicurvatus Bösenberg & Strand, 1906
- Diplocephalus bifurcatus Tanasevitch, 1989
- Diplocephalus bosmansi Lecigne, 2025
- Diplocephalus caecus Denis, 1952
- Diplocephalus caucasicus Tanasevitch, 1987
- Diplocephalus circularis Irfan, Zhang & Peng, 2025
- Diplocephalus connatus Bertkau, 1889
- Diplocephalus crassilobus (Simon, 1884)
- Diplocephalus cristatus (Blackwall, 1833)
- Diplocephalus culminicola Simon, 1884
- Diplocephalus dentatus Tullgren, 1955
- Diplocephalus graecus (O. Pickard-Cambridge, 1873)
- Diplocephalus gravidus Strand, 1906
- Diplocephalus guidoi Frick & Isaia, 2012
- Diplocephalus helleri (L. Koch, 1869)
- Diplocephalus hispidulus Saito & Ono, 2001
- Diplocephalus hungaricus Kulczyński, 1915
- Diplocephalus inanis Tanasevitch, 2014
- Diplocephalus komposchi Milasowszky, Bauder & Hepner, 2017
- Diplocephalus lancearius (Simon, 1884)
- Diplocephalus latifrons (O. Pickard-Cambridge, 1863)
- Diplocephalus longicarpus (Simon, 1884)
- Diplocephalus lusiscus (Simon, 1872)
- Diplocephalus machadoi Bosmans & Cardoso, 2010
- Diplocephalus marijae Bosmans, 2010
- Diplocephalus marusiki Eskov, 1988
- Diplocephalus mirabilis Eskov, 1988
- Diplocephalus montaneus Tanasevitch, 1992
- Diplocephalus montanus Eskov, 1988
- Diplocephalus mystacinus (Simon, 1884)
- Diplocephalus parentalis Song & Li, 2010
- Diplocephalus pavesii Pesarini, 1996
- Diplocephalus permixtus (O. Pickard-Cambridge, 1871)
- Diplocephalus picinus (Blackwall, 1841)
- Diplocephalus procer (Simon, 1884)
- Diplocephalus protuberans (O. Pickard-Cambridge, 1875)
- Diplocephalus protuberiscus Wunderlich, 2022
- Diplocephalus pseudocrassilobus Gnelitsa, 2006
- Diplocephalus rostratus Schenkel, 1934
- Diplocephalus sphagnicola Eskov, 1988
- Diplocephalus subrostratus (O. Pickard-Cambridge, 1873)
- Diplocephalus tiberinus (Caporiacco, 1936)
- Diplocephalus tongrenensis Irfan, Zhang & Peng, 2025
- Diplocephalus toscanaensis Wunderlich, 2011
- Diplocephalus transcaucasicus Tanasevitch, 1990
- Diplocephalus turcicus Brignoli, 1972
- Diplocephalus uliginosus Eskov, 1988

## Systématique et taxinomie
Ce genre a été décrit par Bertkau en 1883 dans les Micryphantidae.
Prosoponcus a été placé en synonymie par Simon en 1894.
Plaesiocraerus et Streptosphaenus ont été placés en synonymie par Denis en 1949.
Chocorua a été placé en synonymie par Hackman en 1954.
Hemistajus a été placé en synonymie par Thaler en 1970.

## Publication originale
- Förster & Bertkau, 1883 : « Beiträge zur Kenntniss der Spinnenfauna der Rheinprovinz. » Verhandlungen des Naturhistorischen Vereins der Preussischen Rheinlande und Westfalens, vol. 40, p. 205-278.